# Siorapaluk
Siorapaluk is een plaats in de gemeente Avannaata in Groenland. De plaats staat bekend als de noordelijkste op natuurlijke wijze ontstane nederzetting op aarde, liggend op 77°47 Noorderbreedte. Andere plaatsen die nog verder noordelijk gelegen zijn zijn op onnatuurlijke wijze ontstaan, zoals militaire bases, wetenschappelijke onderzoeksstations en dergelijke. Ook is er nog het inmiddels onbewoonde Etah, gelegen op 78°19' Noorderbreedte (78 km ten noordwesten van Siorapaluk), een nu verlaten dorp dat vroeger doorging als de noordelijkst gelegen bewoonde plaats ter wereld. 